# NGC 1337
NGC 1337 (другие обозначения — MCG −2-9-42, PGC 12916) — спиральная галактика с перемычкой (SBc) в созвездии Эридан. Открыта Льюисом Свифтом в 1885 году. Описание Дрейера: «очень тусклый, очень крупный объект, вытянутый в направлении с севера на юг».
Галактика относительно яркая и крупная, поэтому включена в некоторые справочники для астрономов-любителей.
Этот объект входит в число перечисленных в оригинальной редакции «Нового общего каталога».
NGC 1337 входит в каталог изолированных галактик.